# Prangli
Prangli (Zweeds: Wrangö) is een eiland van Estland in de Finse Golf, gelegen op 10 km ten noordoosten van het schiereiland Viimsi. Het eiland behoort tot de gemeente (vald) Viimsi in de provincie (maakond) Harjumaa. Het eiland heeft een oppervlakte van 6,44 km² en telt 160 bewoners (eind 2021). De bevolking groeit, want eind 2011 waren dat er nog maar 93. Prangli is het enige eiland voor de Estische noordkust met een substantiële bevolking.
Het westen van Prangli is laaggelegen en stenig, terwijl het oosten zandig en bebost is.
In het Prangli Rahvamaja (Volkshuis, 120 plaatsen) worden culturele voorstellingen gegeven. Op het eiland bevinden zich ook een basisschool, een museum, een kapel (1848) en twee begraafplaatsen. In de zomermaanden vaart de postboot Helme vijf keer per week op en neer van het vissershaventje van Kelnase naar Leppneeme op het vasteland. Naast Kelnase zijn er nog twee nederzettingen: Idaotsa en Lääneotsa (resp. Oost- en Westeinde).
De eerste schriftelijke vermelding van Prangli (Rango) dateert van 1387. Het eiland werd in eerste instantie door Zweden bevolkt, later gevolgd door Esten en Finnen. In de 17de eeuw is het eiland verestischt. In 1934 had Prangli nog 469 bewoners.
Op ongeveer zes kilometer ten noorden van Prangli ligt het onbewoonde eiland Keri.

## Foto's

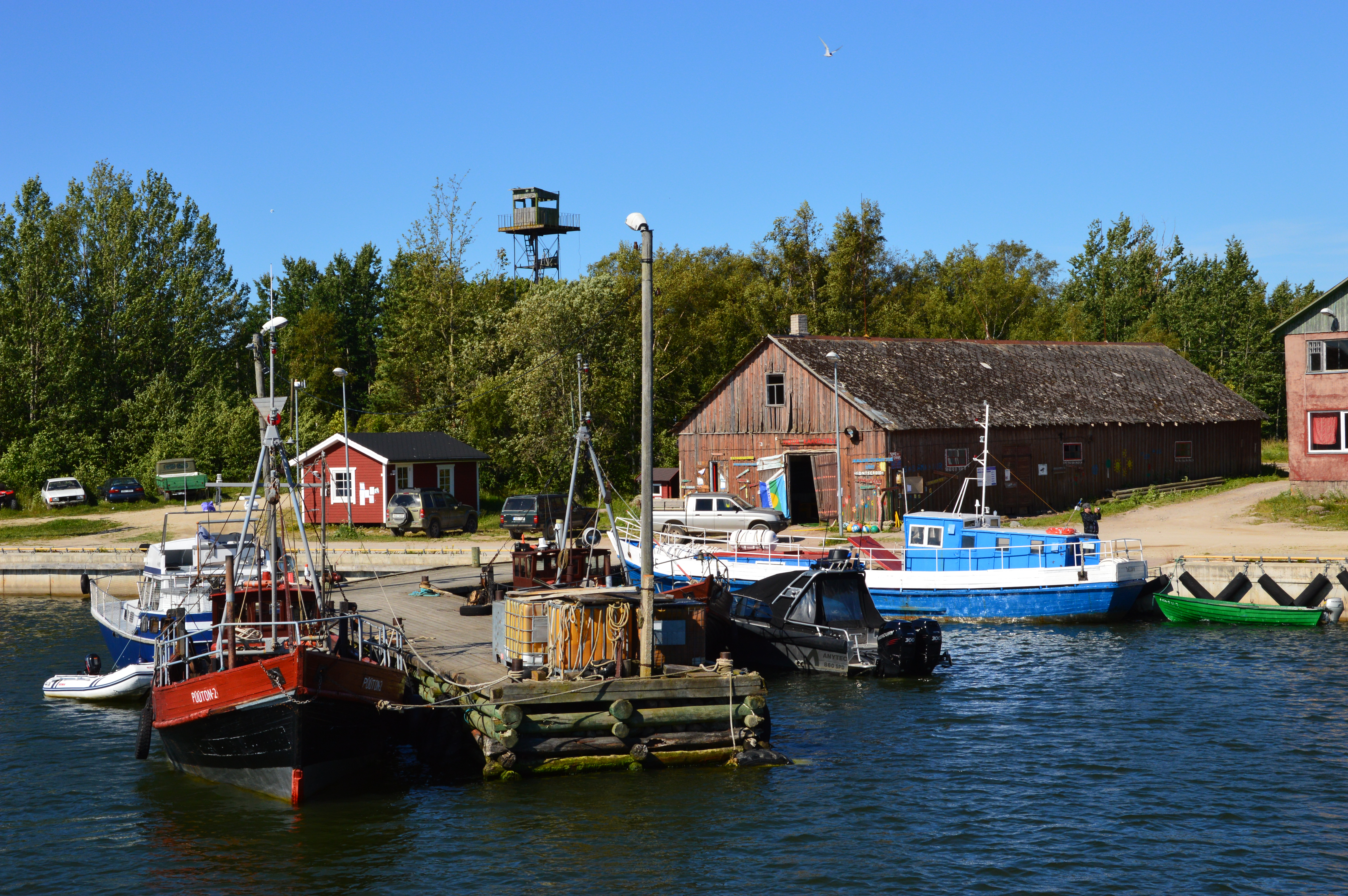
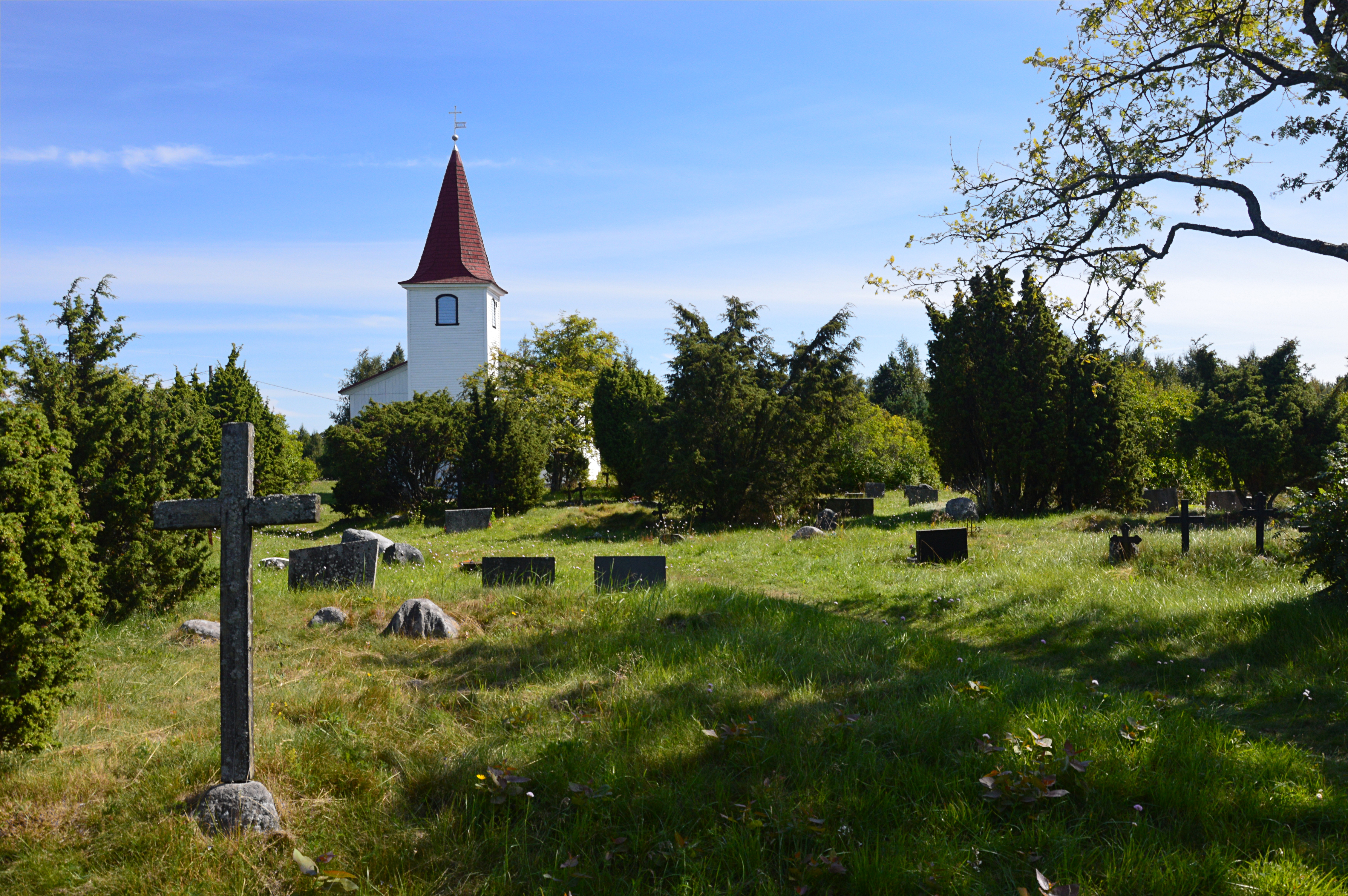
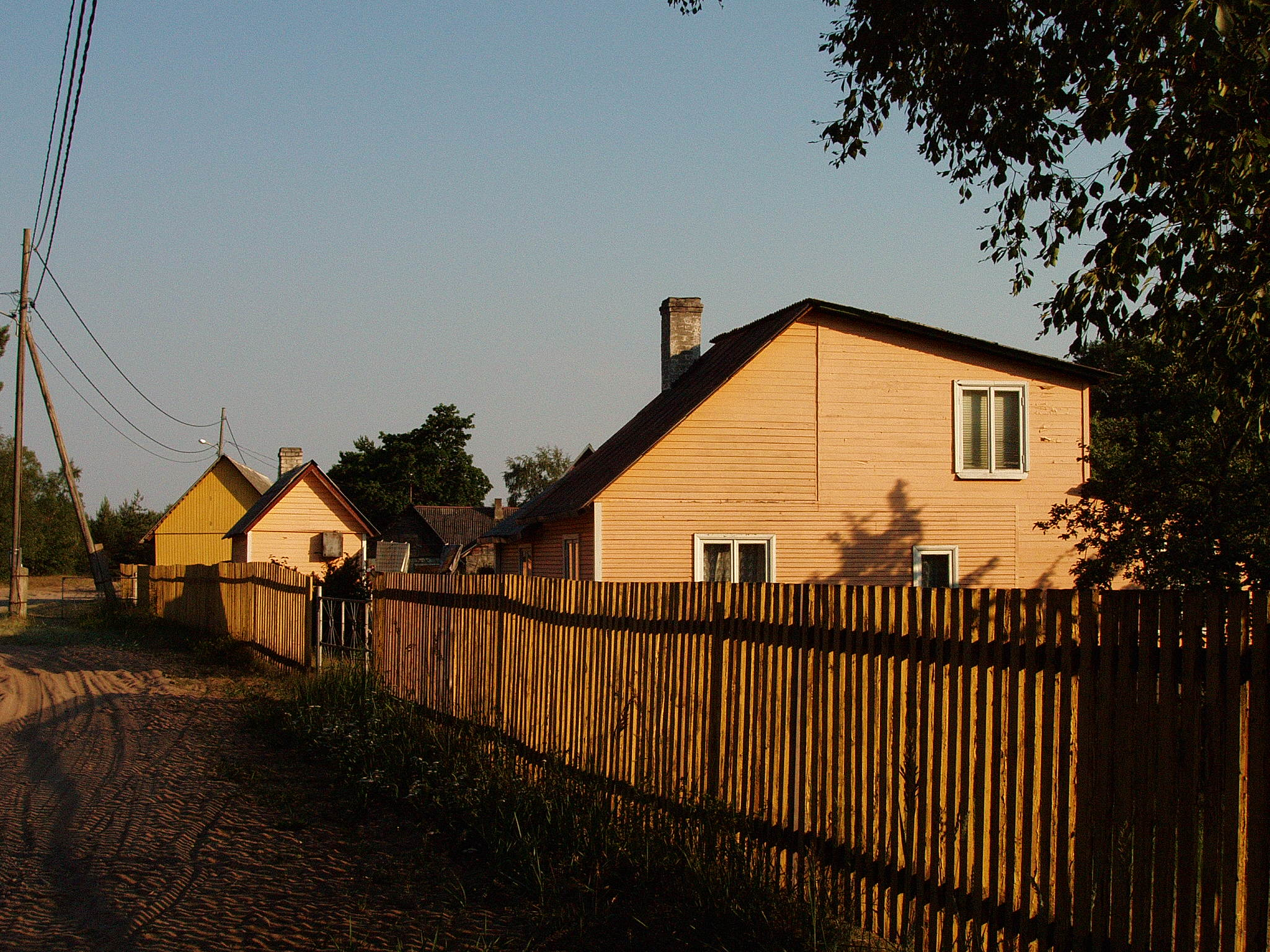
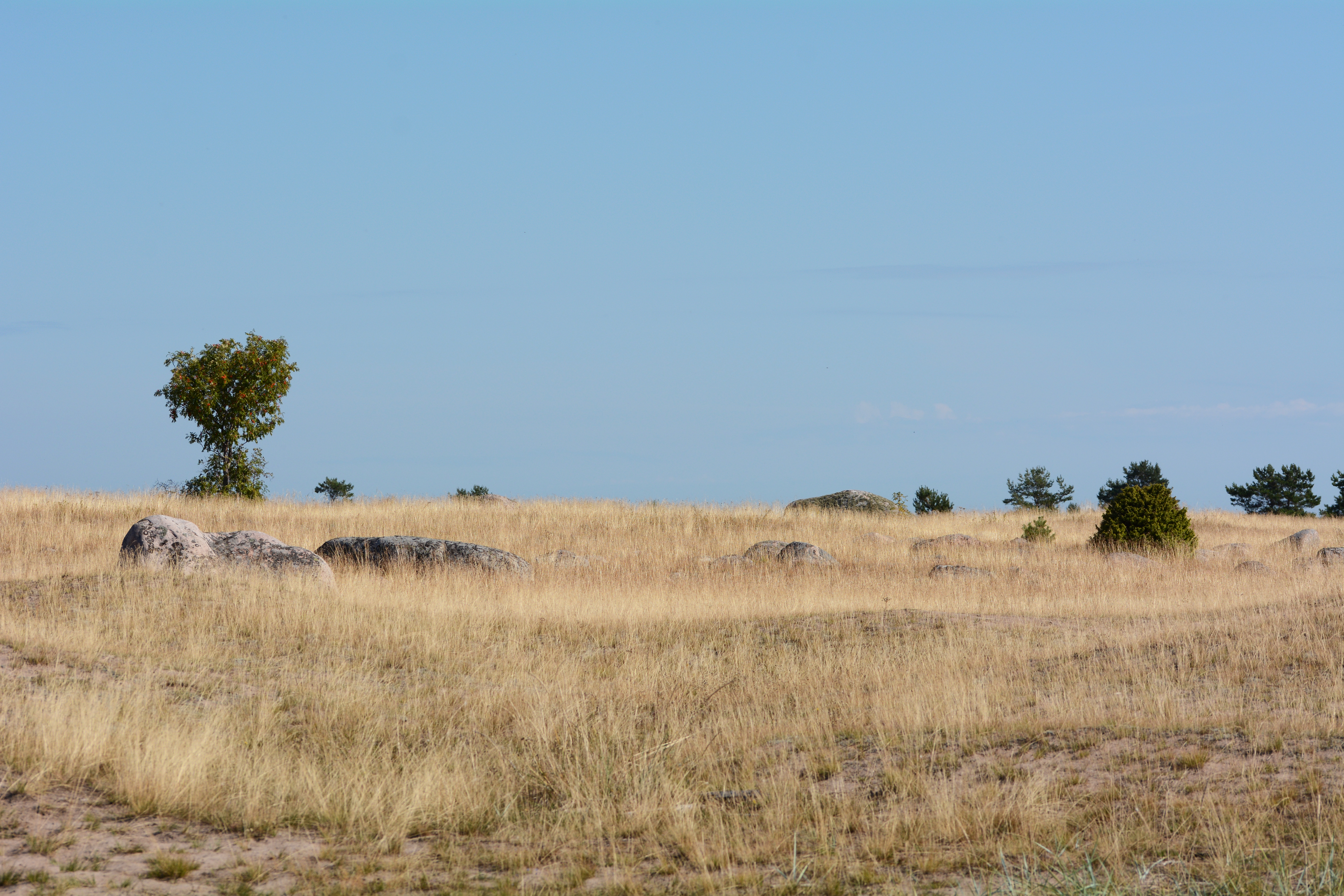
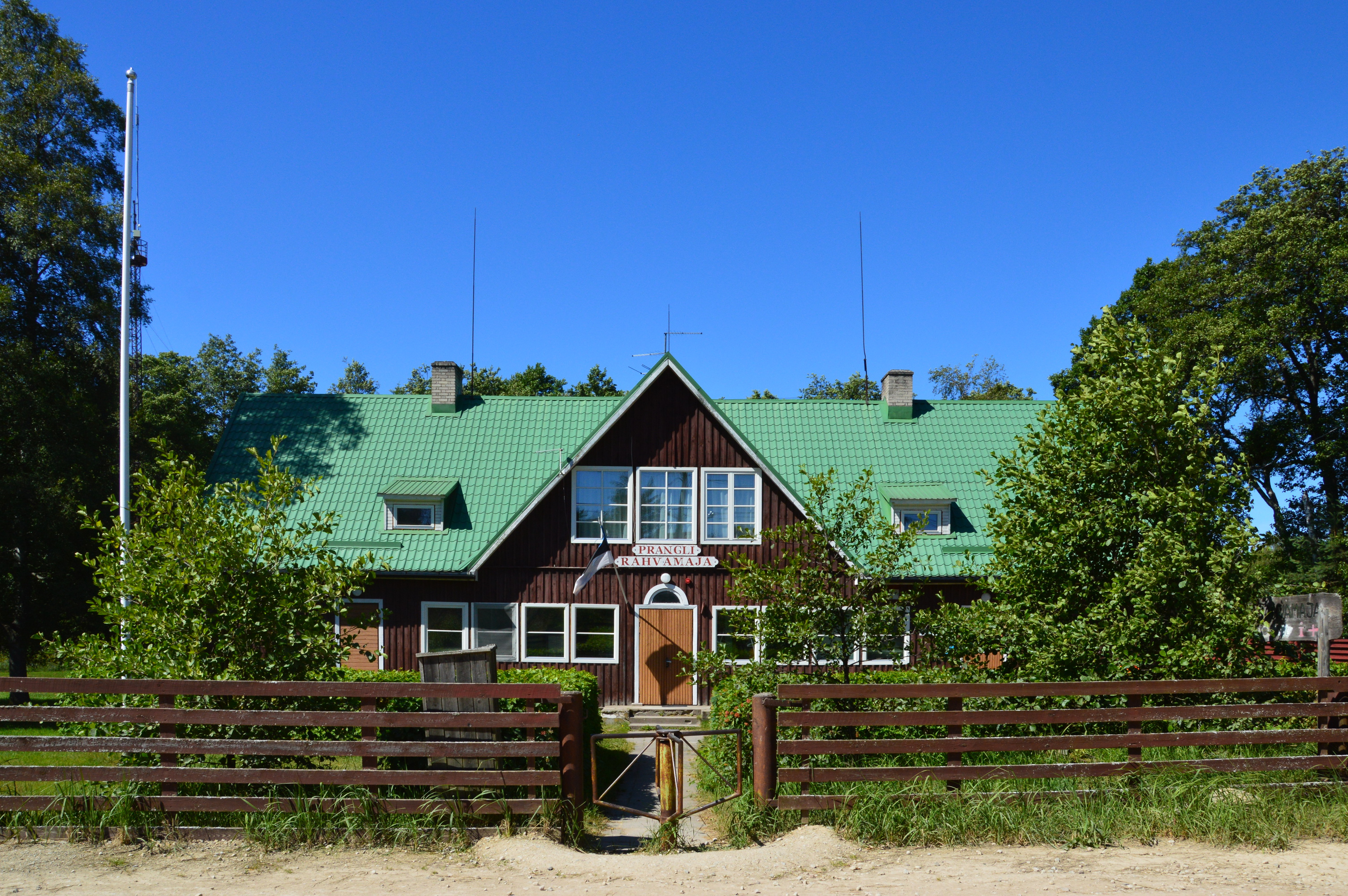